# Skräddaröd
Skräddaröd är en före detta småort i Östra Vemmerlövs socken i Simrishamns kommun, Skåne län. 

## Befolkningsutveckling
| Befolkningsutvecklingen i Skräddaröd by 1990–2010                                                    | Befolkningsutvecklingen i Skräddaröd by 1990–2010 | Befolkningsutvecklingen i Skräddaröd by 1990–2010 | Befolkningsutvecklingen i Skräddaröd by 1990–2010 | Befolkningsutvecklingen i Skräddaröd by 1990–2010 |
| --- | ------------------------------------------------- | ------------------------------------------------- | ------------------------------------------------- | ------------------------------------------------- |
| |                                                   |                                                   |                                                   |                                                   |
| År                                                                                                   |                                                   |                                                   | Folkmängd                                         | Areal (ha)                                        |
| 1990                                                                                                 | 1990                                              |                                                   | 51                                                | 10#                                               |
| 1995                                                                                                 | 1995                                              |                                                   | 68                                                | 10#                                               |
| 2000                                                                                                 | 2000                                              |                                                   | 57                                                | 10#                                               |
| 2005                                                                                                 | 2005                                              |                                                   | 58                                                | 10#                                               |
| 2010                                                                                                 | 2010                                              |                                                   | 54                                                | 10#                                               |
| Anm.: Benämnd "Skräddarödby" 1990, därefter "Skräddaröd by". Upphörde som småort 2015. # Som småort. |                                                   |                                                   |                                                   |                                                   |